# United Charity
United Charity ist eine gemeinnützige Organisation mit Sitz in Baden-Baden, die ein Wohltätigkeits-Auktionsportal betreibt. Durch Online-Auktionen mit Prominenten und großen Unternehmen generiert United Charity Erlöse, mit denen verschiedene Kinderhilfsorganisationen und -projekte unterstützt werden. Auch Direktspenden an die unterstützten Projekte sind über die Plattform möglich. Seit der Gründung konnten auf diese Weise mehr als 17 Millionen Euro an über 300 Organisationen weitergeleitet werden (Stand: Dezember 2024). Der größte Erlös, den United Charity je mit einer Auktion erzielte, waren 211.200 Euro für ein Kunstwerk von Udo Lindenberg. Mit der Spende wurden die Betroffenen der Hochwasserkatastrophe 2021 unterstützt.

## Gründung & Ziele
United Charity wurde 2009 von dem Unternehmerpaar Dagmar und Karlheinz Kögel gegründet. Das Ziel von United Charity ist, Finanzierungslücken von Kinderhilfsorganisationen zu schließen, um die Not von Kindern in Deutschland und weltweit zu lindern. Dabei werden unter anderem Organisationen und Projekte aus den Bereichen Nothilfe, Bildung, Entwicklung, Gesundheit, Forschung und Sport unterstützt.

## Organisation
United Charity unterteilt sich in die United Charity GmbH – Internetauktionen, welche das Online-Auktionsportal betreibt und deren Geschäftsführer Karlheinz Kögel und Nicole Sprecher sind, und die United Charity gemeinnützige Stiftungs GmbH, die die Spenden verwaltet und als rechtsfähige Stiftung bürgerlichen Rechts ausschließlich und unmittelbar gemeinnützige Zwecke verfolgt. Schirmherrin der Stiftung ist Dagmar Kögel. Als Förderstiftung ist die Stiftung nicht selbst operativ tätig. Alle Erlöse, die über die United Charity GmbH – Internetauktionen eingenommen werden, werden an die Stiftung weitergeleitet. Die United Charity gemeinnützige Stiftungs GmbH wiederum spendet die Erlöse abzüglich einer Provision an die jeweils begünstigten Kinderhilfsprojekte. Das Gründerpaar trägt einen großen Teil der Personal- und Verwaltungskosten selbst.

## Projekte und Auktionen
Wichtigstes Kriterium, um als Organisation oder Projekt von United Charity unterstützt zu werden, ist die Gemeinnützigkeit. Darüber hinaus ist es United Charity ein wichtiges Anliegen, dass es sich bei den begünstigten Projekten um Kinderhilfsprojekte handelt. Zudem werden langfristige Partnerschaften zu den Organisationen angestrebt: Organisationen, die viele Auktionsgegenstände zur Verfügung stellen können, werden bevorzugt aufgenommen. Ob die Auktionen vereinzelt über das Jahr hinweg realisiert oder mehrere Erlebnisse oder Gegenstände zur gleichen Zeit versteigert werden, ist dabei unerheblich. Auch die Größe der Organisation spielt keine Rolle: Sowohl Organisationen mit einem hohen Bekanntheitsgrad als auch kleinere, weniger bekannte Organisationen und Einrichtungen werden unterstützt. United Charity hat Spenden an über 300 Organisationen (Stand: Januar 2024) weitergeleitet, darunter zum Beispiel:
- Bild hilft e. V. – Ein Herz für Kinder
- Stiftung RTL – Wir helfen Kindern (RTL-Spendenmarathon)
- DKMS
- UNICEF-Stiftung
- Plan International Deutschland e. V.
- World Vision
- Roger Federer Foundation
- SOS-Kinderdörfer
- Herzenswünsche e. V.
- Nicolaidis YoungWings Stiftung
- Kinder-Hospiz Sternenbrücke
- Förderverein für krebskranke Kinder e. V. Freiburg
- Bärenherz – Stiftung für unheilbar kranke Kinder
- Laureus Sport for Good Deutschland
- TRIBUTE TO BAMBI Stiftung
- Right To Play
- Herzenssache e. V.
- Kinder unterm Regenbogen
- Kinderlachen e. V.
- Stiftung Deutsche Schlaganfall-Hilfe
- Stiftung Fairchance
- NCL-Stiftung
- Care-for-Rare-Stiftung
- Deutsche José Carreras Leukämie-Stiftung
- Artists for Kids
- Stiftung Ambulantes Kinderhospiz München
- Toni Kroos Stiftung
- Til Schweiger Foundation
- Stiftung Deutsche Krebshilfe
- Die Arche
- Deutsches Rotes Kreuz
- Dunkelziffer e. V.
- Childhood Deutschland
- Wings for Life
- Stiftung Stars4Kids
- Make-A-Wish-Foundation
- Aktion Deutschland Hilft

Die angebotenen Auktionen sind oft Dinge oder Erlebnisse, die man normalerweise nicht kaufen kann, zum Beispiel signierte Gegenstände, Tickets zu Veranstaltungen, für die es keine Karten zu kaufen gibt, oder Meet and Greets mit Prominenten. Auch Luxusgüter, etwa Designerkleidung, Luxusuhren, Schmuck oder Accessoires sowie exklusive Reisen oder Übernachtungen in Luxushotels und Business Class-Flüge werden versteigert.

### Beispielauktionen
- Ein Kunstwerk von Udo Lindenberg zugunsten der Betroffenen des Hochwassers 2021, Erlös: 211.200 Euro
- Original Tour-de-France-Rad von Jan Ullrich, Erlös: 40.100 Euro[7]
- Olympia-Medaille von Toni Martin, Erlös: 31.100 Euro
- Einer von 50 autorisierten Abzügen der Fotografie „Sprung in die Freiheit“ von Peter Leibing, Erlös: 3.800 Euro
- Thomas Häßlers getragenes WM-Finaltrikot von 1990, Erlös: 13.099 Euro[8]
- Ein von den französischen Weltmeistern 2018 signiertes Spielertrikot von Kylian Mbappé, Erlös: 4.700 Euro[9]
- Laura Dahlmeiers Gewehrschaft aus Saison 2016/17, Erlös: 5.711 Euro[10]
- Angelique Kerbers beim Wimbledon-Sieg getragenes Outfit, Erlös: 7.050 Euro[11]
- Ein Wohnzimmerkonzert von Tim Bendzko, Erlös: 35.000 Euro[12]
- Ein Diamantring von Marlene Dietrich, Erlös: 7.877 Euro[13]
- Ein Gemälde von Leon Löwentraut, Erlös: 57.750 Euro[14]
- Ein Nachmittag mit Lukas Podolski in seiner Kölner Eisdiele, Erlös: 3.500 Euro[15]
- Ein Treffen mit Helene Fischer, Erlös: 20.000 Euro[16]
- Eine Komparsenrolle bei „GZSZ“, Erlös: 12.599 Euro
- Marcel Kittels Grünes Trikot, Erlös: 4.900 Euro[17]
- Das Kunstwerk „Dolphin Love“ von Stefan Szczesny, Erlös: 8.000 Euro
- Die Nobelpreisvorlesung der Preisträger für Physiologie und Medizin in Stockholm besuchen, Erlös: 4.000 Euro
- Ein Rennhelm von Sebastian Vettel, Erlös: 13.812 Euro[18]
- Ein Rennanzug von Nico Rosberg, Erlös: 10.200 Euro[19]
- Das Brautkleid von Daniela Katzenberger, Erlös: 7.000 Euro[20]
- Eine handsignierte Gitarre von Rihanna, Erlös: 3.600 Euro[21]
- Das getragene WM-Finaltrikot von Toni Kroos, Erlös: 31.099 Euro[22]
- Ein DFB-Trikot mit den Signaturen der Fußball-Weltmeister 2014, Erlös: 15.250 Euro
- Ein Abendessen mit David Garrett, Erlös: 14.100 Euro[23]
- Eine Kopie der Heiratsurkunde von Michael Jackson, Erlös: 36.000 Euro[24]
- Bastian Schweinsteigers Finaltrikot aus der Champions League 2013, Erlös: 6.200 Euro[25]
- Ein Mercedes-Benz SLS AMG, Erlös: 210.000 Euro

## Partner
Nicht nur die Organisationen selbst, sondern auch Partner aus verschiedenen Bereichen stellen United Charity Auktionsgegenstände zur Verfügung. Hierzu zählen Prominente aus den Bereichen Sport, Musik, Entertainment oder Politik und Gesellschaft, Sportclubs, Unternehmen und Marken. Regelmäßig arbeitet United Charity mit Adidas, Audi, Constantin Film, zahlreichen Bundesligisten, uvex, dem Designer Philipp Plein, Lufthansa, dem Europa-Park, der ARD, dem ZDF, dem SWR, RTL und dem Bundesverband Musikindustrie zusammen. Prominente, die schon mehrere Auktionsgegenstände zur Versteigerung zur Verfügung gestellt haben, sind u. a. Barack Obama, Bill Clinton, George Clooney, Joachim Löw, Manuel Neuer, Thomas Müller, Toni Kroos, Angelique Kerber, Til Schweiger, Udo Lindenberg, Helene Fischer, Sylvie Meis, Carmen Nebel, Kai Pflaume, Sonja Zietlow.

## Auszeichnungen
Im Jahr 2015 erhielt United Charity die Prämierung „Ausgezeichneter Ort 2015“ von der Initiative „Deutschland – Land der Ideen“. Im gleichen Jahr belegte die Organisation den fünften Platz bei der Wahl zum Publikumspreis derselben Initiative.